# Ian Tsionglinski
Ian Tsionglinski (russe : Ян Цёнглиньский, polonais : Jan Ciągliński ; 8 (20 février) 1858 à Varsovie — 24 décembre 1912 (6 janvier 1913) à Saint-Pétersbourg) est un peintre polonais et russe.

## Histoire
Il naît dans une famille noble en Pologne. En 1876, il termine le collège puis, en 1876—1878, étudie à l'Université de Varsovie, selon certaines sources en faculté de médecine et de sciences naturelles , selon d'autres en faculté de physique et mathématique. En même temps il étudie à l'atelier de Wojciech Gerson, puis à l'école de dessin de Varsovie. À partir de 1879, il déménage et s'installa à demeure a Saint-Pétersbourg, et de 1879 à 1885 il étudie à l'Académie russe des beaux-arts (d'abord comme élève libre puis comme élève régulier). En 1894 il part poursuivre ses études à Paris.
Le peintre fut un des fondateurs de l'association Mir Iskousstva, professeur à l'école de dessins de la Société impériale d'encouragement des beaux-arts (à partir de 1888), professeur de la classe d'après nature de la Haute école de l'Académie des beaux-arts (à partir de 1902) et membre effectif de l'académie à partir de 1911.
Tsionglinski voyagea beaucoup et notamment plus d'une fois en Italie, en Espagne, en Europe centrale, en Égypte, aux Indes, en Grèce, en Tunisie, en Turquie, au Maroc, en Palestine...
Les critiques considèrent Tsionglinski comme un des successeurs les plus convaincus de l'idéal impressionniste.
La succession de Tsionglinski comprend plus d'un millier de toiles. Le peintre souhaitait que ses toiles soient transférées en Pologne et après 1922 la plus grande partie de ses œuvres fut partagée entre les musées de Pologne et d'Ukraine. Parmi ses élèves figurent les noms de : Ivan Bilibine, Viktor Vesnine, Eugène Lanceray, Mikhaïl Matiouchine, Pavel Filonov, Elena Gouro et beaucoup d'autres.

## Galerie

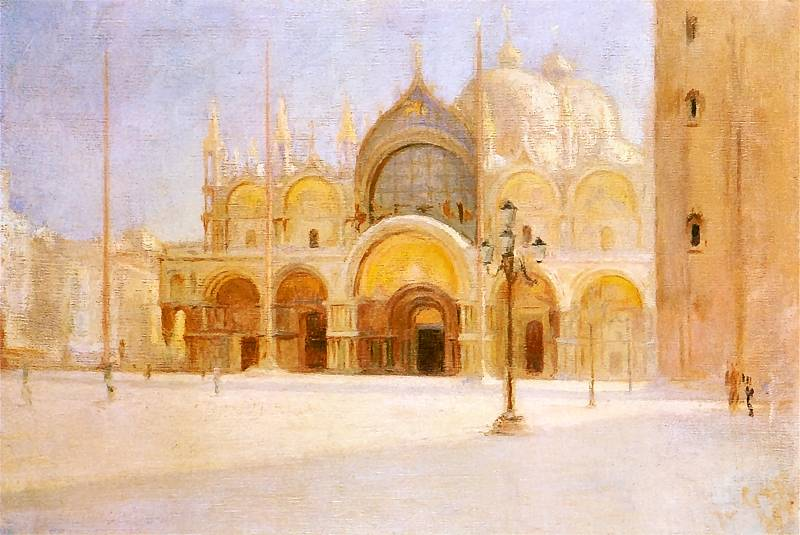
Jan Ciągliński. Place Saint-Marc
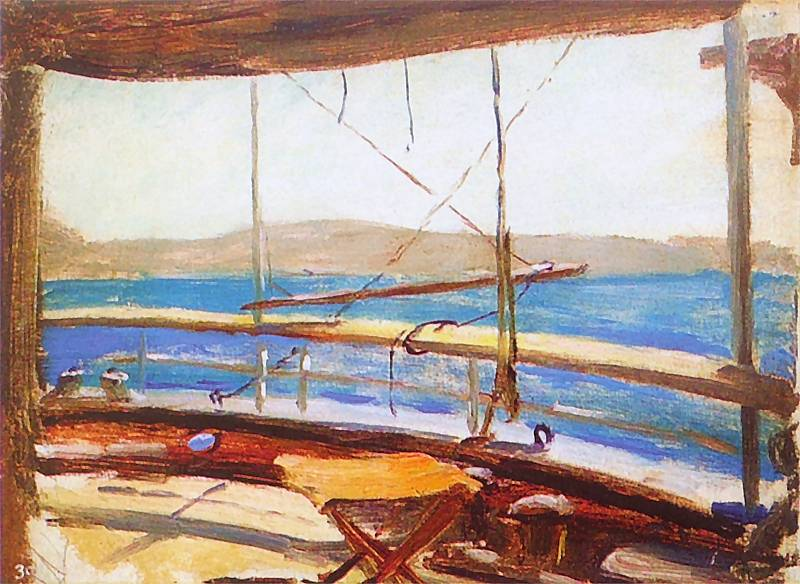
Jan Ciągliński. À bord.
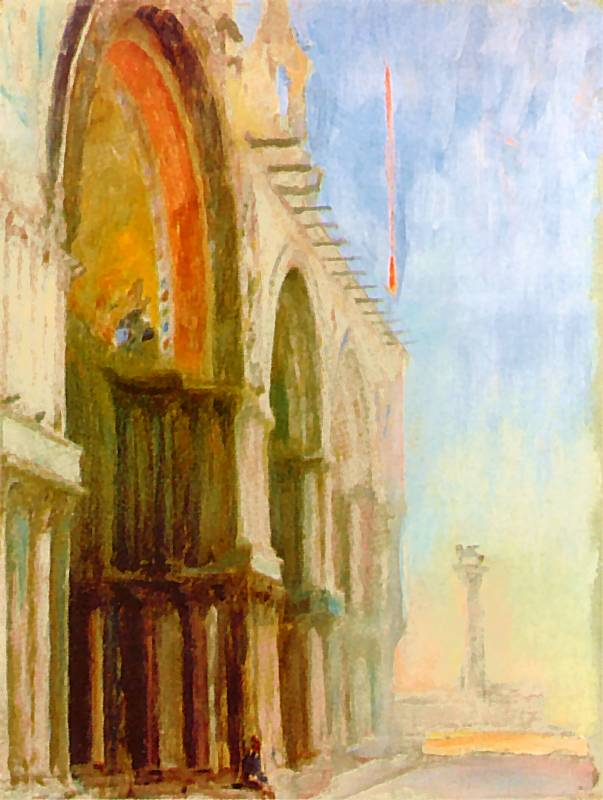
Jan Ciągliński. Saint-Marc
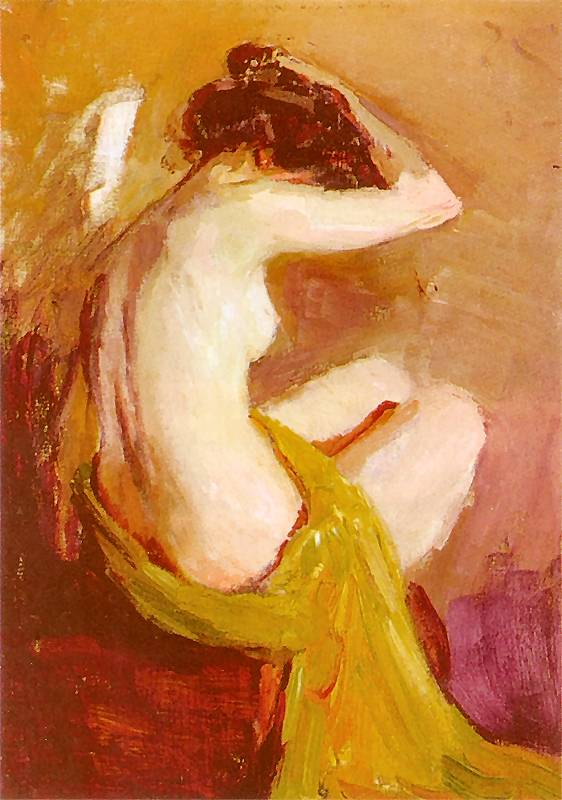
Jan Ciągliński, Półakt (la toilette), 1909
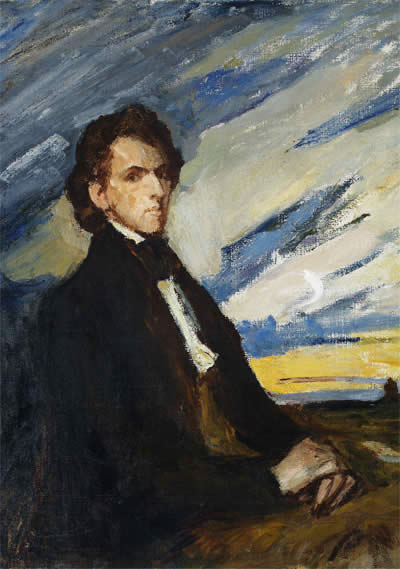
Ciągliński Portrait de Chopin 1909
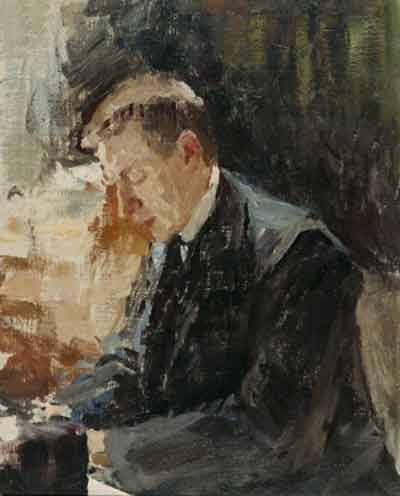
Ciągliński Portrait de Rachmaninov 1900
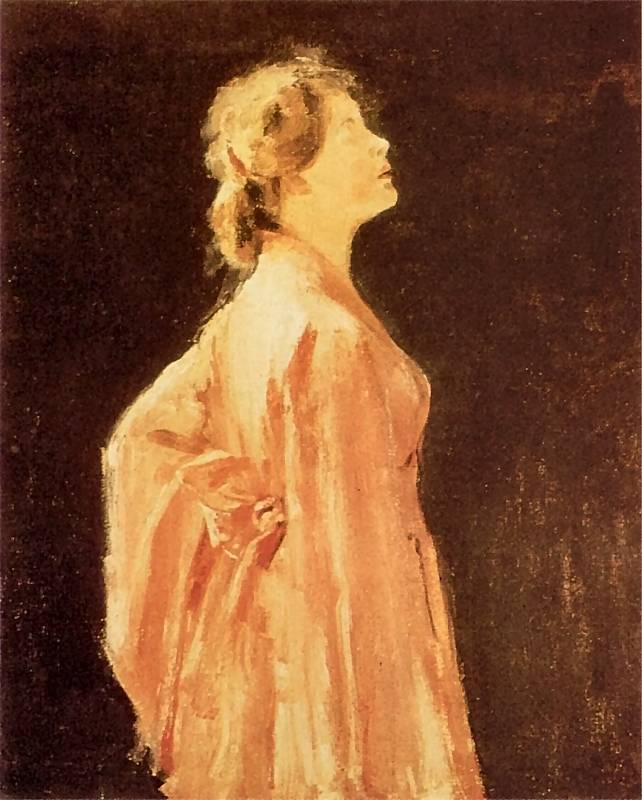
Jan Ciągliński. Ociemniala
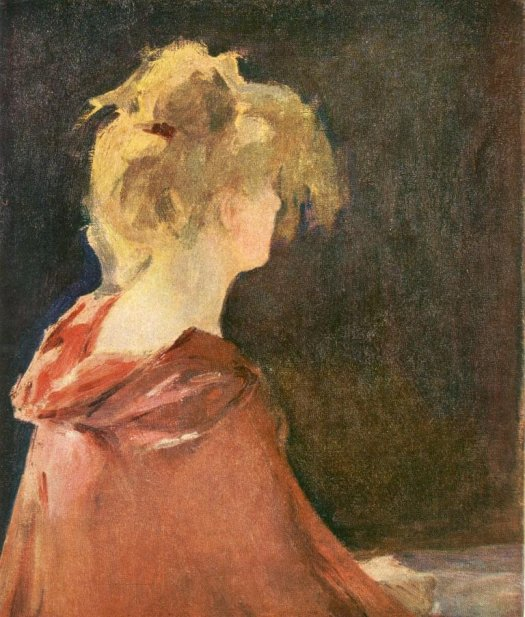
Ciaglinski - Róża herbaciana 1905